# Epito (figlio di Elato)
Epito (in greco antico: Αἴπυτος?, Aípytos) è un personaggio della mitologia greca. Fu un re d'Arcadia.

## Genealogia
Figlio di Elato, fu padre di Glesenore e Piritoo.

## Mitologia
In origine era il re di Fesana, una zona situata lungo il fiume Alfeo in Arcadia e quando Clitore morì senza eredi gli succedette divenendo re degli Arcadi.
Adottò Evadne, figlia della ninfa Pitane (figlia del Potamoi Eurota) che una volta cresciuta rimase incinta ed abbandonò il neonato. 

Epito seppe da un oracolo che il padre era Apollo e così le fece cercare il bambino che fu ritrovato e fu chiamato Iamo.
Epito morì per il morso di un serpente durante una battuta di caccia in montagna. La sua tomba fu costruita sul posto ed è citata anche da Omero.
Gli succedette Aleo.